# Radomin (gromada)
Radomin – dawna gromada, czyli najmniejsza jednostka podziału terytorialnego Polskiej Rzeczypospolitej Ludowej w latach 1954–1972.
Gromady, z gromadzkimi radami narodowymi (GRN) jako organami władzy najniższego stopnia na wsi, funkcjonowały od reformy reorganizującej administrację wiejską przeprowadzonej jesienią 1954 do momentu ich zniesienia z dniem 1 stycznia 1973, tym samym wypierając organizację gminną w latach 1954–1972.
Gromadę Radomin z siedzibą GRN w Radominie utworzono – jako jedną z 8759 gromad na obszarze Polski – w powiecie rypińskim w woj. bydgoskim, na mocy uchwały nr 24/10 WRN w Bydgoszczy z dnia 5 października 1954. W skład jednostki weszły obszary dotychczasowych gromad Radomin, Gaj, Piórkowo, Jakubkowo (bez miejscowości Łubki i Półwiesk Mały), Rętwiny i Szczutowo ze zniesionej gminy Radomin w tymże powiecie. Dla gromady ustalono 23 członków gromadzkiej rady narodowej.
1 stycznia 1956 gromadę włączono do nowo utworzonego powiatu golubsko-dobrzyńskiego w tymże województwie.
31 grudnia 1961 do gromady Radomin włączono wsie Dulsk, Wilczewo i Wilczewko ze zniesionej gromady Dulsk w tymże powiecie.
1 stycznia 1972 do gromady Radomin włączono sołectwa Bocheniec, Kamionka, Łubki, Płonko, Płonne, Rodzone i Szafarnia ze zniesionej gromady Szafarnia w tymże powiecie.
Gromada przetrwała do końca 1972 roku, czyli do kolejnej reformy gminnej. 1 stycznia 1973 – tym razem w powiecie golubsko-dobrzyńskim – reaktywowano gminę Radomin.